# Élisabeth-Albertine d'Anhalt-Dessau
Elisabeth Albertine d'Anhalt-Dessau (1er mai 1665 - 5 octobre 1706), est une noble allemande par la naissance princesse d'Anhalt-Dessau en tant que membre de la Maison d'Ascanie et par le mariage duchesse de Saxe-Weissenfels-Barby.
Né à Cölln an der Spree, elle est la quatrième des dix enfants nés du mariage de Jean-Georges II d'Anhalt-Dessau et Henriette-Catherine d'Orange-Nassau,.

## Biographie
En 1680, et grâce à son père, Elisabeth Albertine est choisie comme princesse-abbesse de l'Abbaye de Herford sous le nom d'Elisabeth IV, avec le soutien du prélat du Rhénan Imperial College (en allemand : Reichsprälatenkollegiums). Elle reste en poste pendant six ans, jusqu'à son mariage puis déménage à Barby.
À Dessau le 30 mars 1686, Élisabeth Albertine épouse Henri de Saxe-Weissenfels-Barby. Par son arrière-grand-mère paternelle, Agnès de Barby-Mühlingen, elle apporte à son mari les droits de la maison de Barby, qui s'est éteinte.
Le mariage a huit enfants, dont trois seulement survivre à l'âge adulte,:
1. Jean-Auguste, Prince Héréditaire de Saxe-Weissenfels-Barby (Dessau, 28 juillet 1687 - Dessau, 22 janvier 1688).
2. Jean-Auguste, Prince Héréditaire de Saxe-Weissenfels-Barby (Dessau, 24 juillet 1689 - Dessau, 21 octobre 1689).
3. Mort-né, fils jumeaux (Dessau, 1690).
4. Frédéric-Henri, Prince Héréditaire de Saxe-Weissenfels-Barby (Dessau, 2 juillet 1692 - La Haye, 21 novembre 1711).
5. Georges-Albert de Saxe-Weissenfels-Barby (Dessau, 19 avril 1695 - Barby, 12 juin 1739).
6. Henriette Marie (Dessau, 1er mars 1697 - Weissenfels, 10 août 1719).
7. Mort-né fille (Dessau, 5 octobre 1706).

Elisabeth Albertine est morte à Dessau , à 41 ans, à la suite de complications dans son dernier accouchement. Elle est enterrée dans le Familiengruft, de Barby.